# Master Detective Archives: Rain Code
Master Detective Archives: Rain Code es un videojuego de aventura de 2023 desarrollado por Too Kyo Games y codesarrollado y publicado por Spike Chunsoft para Nintendo Switch. El juego fue creado por varios miembros que trabajaron en la serie Danganronpa, como el diseñador principal Kazutaka Kodaka, el diseñador de personajes Rui Komatsuzaki y el compositor Masafumi Takada. Una versión mejorada está prevista para su lanzamiento en PlayStation 5, Windows y Xbox Series X|S el 18 de julio de 2024 en Japón, y el 1 de octubre de 2024 en el resto del mundo.

## Desarrollo y lanzamiento
Rain Code está desarrollado conjuntamente por Spike Chunsoft y Too Kyo Games, una compañía formada en 2017 por exempleados de Spike Chunsoft. Está escrito por Kazutaka Kodaka y Takekuni Kitayama, y presenta música de Masafumi Takada y diseños de personajes de Rui Komatsuzaki y Shimadoriru; varios miembros clave del personal trabajaron anteriormente en la serie Danganronpa de Spike Chunsoft.
Kodaka comenzó a planificar el juego en 2016, cuando aún trabajaba en Spike Chunsoft. Está diseñado para ser diferente de Danganronpa, con una ambientación de fantasía oscura influenciada por el trabajo del cineasta Tim Burton, y usa modelos 3D en lugar de la combinación de entornos 3D y personajes 2D de Danganronpa, aunque aún presenta una estética psico-pop similar con colores neon. Está desarrollado utilizando Unreal Engine.
El juego fue presentado por primera vez por Too Kyo Games en 2018 con una pieza de arte conceptual que mostraba una ciudad lluviosa y un fantasma, y se anunció oficialmente en noviembre de 2021 como Enigma Archives: Rain Code. Más tarde se tituló Master Detective Archives: Rain Code y fue lanzado el 30 de junio de 2023 en Nintendo Switch por Spike Chunsoft. Las ediciones físicas y limitadas del juego incluyen una precuela de novela digital, Cómo ser un Detective Maestro: un caso de Yakou Furio, que fue escrita por Yoichiro Koizumi con la supervisión de Kodaka. Una serie de contenido descargable, que consta de cuatro historias secundarias que giran en torno a los compañeros detectives de Yuma, se lanzará mensualmente de julio a octubre de 2023, con capítulos disponibles individualmente o como parte de un pase de temporada, que también se incluye con la edición digital de lujo del juego.
El 7 de mayo de 2024, Spike Chunsoft anunció una versión mejorada del juego, llamada Master Detective Archives: RAIN CODE +, su lanzamiento está previsto para PlayStation 5, Xbox Series X|S y Windows a través de Steam el 18 de julio de 2024 en Japón, y el 1 de octubre de 2024 en el resto del mundo.

## Recepción
Master Detective Archives: Rain Code fue el juego más vendido durante su primera semana de lanzamiento en Japón, con 55 339 copias físicas. A finales de julio, el juego había vendido más de 300 000 copias en todo el mundo.